# 岩永亮太郎
岩永 亮太郎（いわなが りょうたろう）は、日本の漫画家。兵庫県出身。

## 概要
2002年（平成14年）に、『月刊少年マガジン増刊 月マガGREAT』（講談社）掲載の「パンプキン・シザーズ」でデビュー。2006年（平成18年）に、本誌の『月刊少年マガジン』（同）に移籍、同年にはアニメ化もなされ、その後も連載中。
以前は『西成岩男』名義で成人向け漫画を描いていた。

## 作品リスト

### 漫画作品
- パンプキン・シザーズ（講談社『月マガGREAT』2002年 - 2006年、『月刊少年マガジン』同2006年11月号 - 連載中[注 1]）

### 漫画単行本
- 『パンプキン・シザーズ』講談社〈講談社コミックス〉2004年 - 刊行中[注 1]、既刊24巻、B6判